# 하랄 3세 (덴마크)

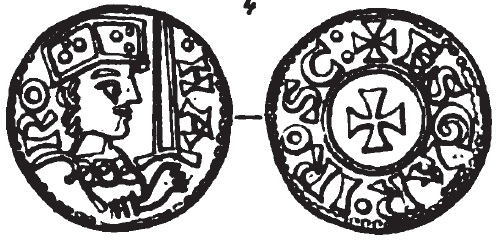
하랄 3세 시대에 발행된 동전

하랄 3세(덴마크어: Harald III, 1040년경 ~ 1080년 4월 17일)는 덴마크의 국왕(재위: 1076년 ~ 1080년)이다. 숫돌왕 하랄(덴마크어: Harald Hen 하랄 헨[*])이라는 별칭으로 부르기도 한다.

## 생애
에스트리센가(Estridsen) 출신이며 스베인 아스트리다르손(스벤 2세)의 아들로 태어났다. 1069년 스벤 2세 국왕이 잉글랜드를 침공하는 과정에서 자신의 삼촌인 얄 아스비외른(Jarl Asbjørn), 동생 크누드(Knud, 크누드 4세)와 함께 참전했다.
1076년 스벤 2세 국왕이 사망하면서 셸란섬 의회는 덴마크의 국왕을 추대하기 위한 회의를 열었다. 하랄은 동생인 크누드를 누르고 셸란섬 의회로부터 덴마크의 국왕으로 추대되었다. 재위 기간 동안 평화를 중시했고 모나지 않은 성격 때문에 "숫돌왕 하랄", "부드러운 하랄"이라는 별칭이 붙었다.
자신의 사촌인 마르가레타 하스비에른스다테르(Margareta Hasbjörnsdatter)와 결혼했지만 자식은 낳지 못했다. 1080년 4월 17일에 사망했으며 그의 시신은 스코네의 달뷔(Dalby) 교회에 안치되었다. 덴마크의 왕위는 그의 동생인 크누드 4세가 승계받았고 나중에는 그의 이복형제 4명이 차례대로 덴마크의 국왕으로 즉위하게 된다.